# (200146) 1998 FS136
(200146) 1998 FS136 es un asteroide perteneciente al cinturón de asteroides, descubierto el 28 de marzo de 1998 por el equipo del Lincoln Near-Earth Asteroid Research desde el Laboratorio Lincoln, Socorro, Nuevo México.

## Designación y nombre
Designado provisionalmente como 1998 FS136.

## Características orbitales
1998 FS136 está situado a una distancia media del Sol de 2,695 ua, pudiendo alejarse hasta 3,130 ua y acercarse hasta 2,261 ua. Su excentricidad es 0,161 y la inclinación orbital 12,06 grados. Emplea 1616,87 días en completar una órbita alrededor del Sol.

## Características físicas
La magnitud absoluta de 1998 FS136 es 16.